# Inverter (digital elektronik)
 For alternative betydninger, se Inverter. (Se også artikler, som begynder med Inverter)

I den digitale elektronik forstås ved en inverter et kredsløb, der gennem en indgang tager imod et digitalt signal, enten "0" eller "1", 
 og ad en udgang leverer det komplementære ("modsatte") signal. Hvis indgangssignalet er "0", bliver udgangssignalet "1", vice versa. 